# Gunnar Lindstrom
|  | No s'ha de confondre amb Nils Gunnar Lindström. |

Gunnar Lindstrom   (Suècia, 1943) és un enginyer i antic pilot professional de motocròs suec. Establert als Estats Units des de finals de la dècada del 1960, va ser un dels pioners del motocròs en aquell país quan aquest esport s'hi estava introduint. Sempre corrent amb Husqvarna, on treballava, va ser un dels competidors destacats de les primeres edicions de la Trans-AMA, la Inter-AMA i el Campionat AMA de motocròs. L'any 2000 fou incorporat a l'AMA Motorcycle Hall of Fame.

## Biografia
Nascut a Suècia, Lindstrom es va criar en una granja i es va interessar pels motors de ben petit. El seu somni infantil era dissenyar motocicletes per a Husqvarna, la fàbrica de la qual no era gaire lluny de casa seva. Malgrat que l'edat mínima per a poder competir en curses de motociclisme era de 16 anys, Lindstrom va començar a fer-ho abans esquivant la normativa. Tan bon punt va fer els setze, va començar a córrer en tot tipus de curses amb motos de carretera que transformava en models de fora d'asfalt.
De jove, Lindstrom va començar a estudiar agricultura a la universitat amb la idea de quedar-se a la granja familiar, però aviat va decidir seguir la seva ambició i va canviar a la carrera d'enginyeria. Un cop graduat va fer realitat el seu somni i va anar a treballar a Husqvarna. Després d'una primera feina com a pilot provador (havia de recórrer 200 quilòmetres al dia durant tot l'any) va passar al departament d'enginyeria, on va desenvolupar xassissos i suspensions. Mentre treballava, Lindstrom seguia competint i aviat va esdevenir un dels millors pilots de motocròs suecs. També va competir en alguns Grans Premis arreu d'Europa. A finals de 1967 el varen convidar a córrer en un campionat de motocròs que se celebrava durant la temporada baixa a Austràlia i Nova Zelanda, que va guanyar. Mentre era allà, va conèixer el pilot de fora d'asfalt nord-americà J. N. Roberts, amb qui es va desplaçar als Estats Units per a córrer plegats a la Mint 400. El duet va guanyar la prestigiosa cursa.
El 1969, les vendes de Husqvarna començaven a enlairar-se als Estats Units, on Edison Dye havia començat a importar aquesta marca feia poc i havia establert la seva primera xarxa de concessionaris amb l'ajut d'un altre suec, Lars Larsson. L'empresa va demanar a Lindstrom que anés a treballar a la seva seu americana, a Nova Jersey. Un cop establert al país, Gunnar Lindstrom va participar en les incipients competicions de motocròs, en uns moments en què aquesta modalitat s'hi començava a consolidar. El suec va esdevenir un dels millors competidors de les primeres edicions de la Inter-AM, la Trans-AMA i la Inter-AMA. El 1970 fou sisè a la Trans-AMA i el 1971, tercer a la Inter-AMA, on va ser el millor "americà" en tres de les sis proves que componien el campionat. El 1972, l'AMA va instaurar el seu primer campionat nacional del motocròs i Lindstrom en va guanyar dos Nationals (proves puntuables) de 250cc i va acabar tercer al campionat d'aquesta cilindrada per darrere de Gary Jones i Jim Weinert. Acabada la temporada, el suec es va retirar de les competicions, tot i que va continuar corrent esporàdicament alguna prova fins a mitjan dècada del 1970. El 1976 va guanyar el primer campionat del món de motocròs de quatre temps, una cursa anual que es disputava a Glen Helen.
A causa d'algunes diferències amb un dels seus caps a Suècia per qüestions de disseny, Lindstrom va plegar de Husqvarna el 1974. Tot seguit, va esdevenir editor de la revista Dirt Bike, on la seva formació en enginyeria va ajudar a introduir un nou nivell de professionalitat a la publicació. Sota la seva direcció, la revista va posar més èmfasi en els articles d'assajos de models de motocicleta. El 1978, Honda el va contractar per a gestionar el seu departament de curses de motocròs. Uns anys més tard va passar a la divisió d'automoció del fabricant japonès. L'any 2000, Lindstrom era director sènior del departament de vehicles de combustible alternatiu d'American Honda i vivia al sud de Califòrnia amb la seva família.

## Obra publicada
- Lindstrom, Gunnar. Husqvarna Success: One of Steve McQueen's Favorite Motorcycles (en anglès).  Parker House, 2010. ISBN 978-1935350149.